# Nina Webster
 (avril 2023).
Si vous disposez d'ouvrages ou d'articles de référence ou si vous connaissez des sites web de qualité traitant du thème abordé ici, merci de compléter l'article en donnant les références utiles à sa vérifiabilité et en les liant à la section « Notes et références ».
Nina Webster Chancellor (anciennement Kimble et McNeil) est un personnage de fiction du feuilleton télévisé Les Feux de l'amour. Il est interprété par Tricia Cast de 1986 au 1er février 2001, comme invitée vedette du 14 au 20 novembre 2008, et comme personnage récurrent de 2009 à 2012, puis revient brièvement en 2013 et 2014.

## Biographie
Nina était la fille de Flo Webster et la mère de Ronan Malloy et Chance Chancellor. Elle était écrivain de métier.

### Arrivée à Genoa et relation avec Phillip Chancellor III
Après être tombée enceinte, lorsqu'elle était adolescente d'un homme du nom de Jimmy, Nina Webster s'est enfuie de chez elle et a passé des nuits sur un banc de parc à Genoa City, avant d'être retrouvée par Christine Blair, avec qui elle s'est rapidement liée d'amitié. Elle a trouvé un logement chez Rose DeVille, mais n'avait aucune idée que Rose était impliquée dans un vol de bébé au marché noir. Lorsque Nina a donné naissance à un fils, elle a décidé de garder le bébé, mais Rose s'est assurée que cela n'arriverait pas car elle a volé le bébé et l'a vendu à un couple, les Lansing, qui cherchaient désespérément à adopter, puis Rose a quitté la ville. Nina a décidé de remettre sa vie sur les rails, mais les choses ne semblaient pas bien fonctionner. Elle a jeté son dévolu sur le petit ami de Christine, Phillip Chancellor III, l'a séduit et s'est retrouvée à nouveau enceinte. Dans un rare acte d'unité, la mère de Phillip, Jill Foster Abbott, et son ennemie jurée Katherine Chancellor ont tenté de payer Nina pour qu'elle quitte la ville, mais elle a refusé.
Après un accouchement difficile, Nina donne naissance à un petit garçon nommé Phillip Chancellor IV. Elle et Phillip se marient et même Jill ou Kay ne peuvent séparer l'heureux couple; cependant, leur bonheur est ruiné lorsque Phillip meurt des suites de blessures subies après un accident de voiture. Elle s'est retrouvée avec une fortune considérable malgré la tentative de Jill et Katherine d'éloigner Nina de la fortune.

### Relation avec David et escroquerie
Peu de temps après, Nina a commencé à sortir avec l'ancien assistant de Jill, David Kimble. Les amis de Nina, Christine et Danny Romalotti, ont mis Nina en garde contre David, mais Nina et David ont continué leur romance. David a même menacé Christine de s'éloigner de Nina, et quand Christine l'a dit à Nina, elle ne l'a pas crue. Nina et David ont fini par s'enfuir rapidement et il a signé un accord prénuptial, mais David a fini par avoir une liaison avec une préposée au courrier Diane Weston. On a rapidement découvert que David avait tué sa première femme Rebecca et lorsque l'amie de Rebecca s'est présentée à Genoa City pour prouver que David l'avait tuée, elle-même a été tuée. Christine et Danny ont continué à enquêter sur David, et David a tenté de accuser Danny de possession de cocaïne en représailles. Nina a fini par apprendre de Diane que David allait la tuer ainsi que Phillip IV. Peu de temps après, Nina a tiré cinq fois sur David et a été à son tour arrêtée pour tentative de meurtre. Il a ensuite été abandonné lorsqu'elle a convaincu le jury qu'elle avait tiré sur David en état de légitime défense.
En 1991, David est revenu sous le nom de Jim Adams, et a commencé à séduire la mère de Nina, Florence. Il a réussi à convaincre Nina de modifier son testament pour faire de Florence et lui les co-bénéficiaires de la succession de Nina. Lors d'un bal masqué, David avait l'intention de tuer Nina, Christine et Danny ont été avertis par l'ex-amante de David, Diane. Ils ont fini par tromper David en lui faisant croire qu'il les avait tous tués et qu'il faisait bientôt l'objet d'une enquête de la police. Il s'est caché dans une chute à ordures à un moment donné et a ensuite été tué par un compacteur d'ordures.

### Tentative de suicide
Elle a ensuite commencé une liaison avec Ryan McNeil, qui à l'époque était marié à Victoria Newman. Leur relation s'est poursuivie après la fin du mariage de Ryan et Victoria, et Nina s'est retrouvée à nouveau enceinte, ne laissant à Ryan d'autre choix que de l'épouser. Nina a fait une fausse couche, et c'est alors que Ryan a réalisé à quel point il l'aimait. Au cours de leur mariage, Nina est tombée amoureuse de Cole Howard, qui était d'ailleurs un autre des maris de Victoria. Cole ne voulait pas être avec elle et Nina avait du mal à accepter la vérité, et son mariage avec Ryan en a souffert. Ryan est tombé amoureux d'une autre femme, Tricia Dennison, et les sentiments de rejet de Cole et de Ryan l'ont amenée à essayer de se suicider. Ryan l'a convaincue de ne pas le faire mais un coup de feu a été tiré et elle a perdu la mémoire. Elle a survécu, mais on pense que Ryan a tiré sur Nina, qui a ensuite retrouvé la mémoire et a dit la vérité à la police.

### Succès et départ de Genoa
Nina est devenue une femme plus mature; elle a continué à écrire des romans et a commencé une amitié avec un homme du nom de Tomas Del Cerro, un romancier de renommée mondiale. Leur amitié s'est rapidement transformée en relation. La carrière de Nina a pris un essor lorsque l'éditeur de Tomas s'est intéressé à son roman "A Cry in Thin Air", qui impliquait son histoire concernant son enfant perdu depuis longtemps. Il a décidé de proposer à Nina et elle a accepté à contrecœur, mais leur relation a rapidement pris fin lorsque Tomas n'a pas pu surmonter le succès de Nina en tant qu'écrivain. Tomas a disparu de Genoa City et Nina a quitté la ville pour échapper à son passé.

### Retour à Genoa
En 2008, Nina est revenu à Genoa City pour assister aux funérailles de Katherine (bien qu'en vérité, Katherine était vivante et que c'était son sosie Marge Cotrooke qui était décédée). Elle a révélé qu'elle écrivait toujours des scénarios, mais sans grand succès et que son fils Phillip IV était maintenant enrôlé dans l'armée et servait actuellement en Irak. Nina est revenu en ville pour le mariage de Katherine et Patrick Murphy. Elle a découvert une Jill ivre à la porte alors qu'elle arrivait; elle a rapidement attaché Jill et l'a cachée dans le placard du hall pour ne pas déranger la cérémonie. Cependant, elle n'y est pas restée longtemps, car Lauren Fenmore Baldwin a entendu ses cris étouffés et l'a laissée sortir. Après le mariage, elle a décidé d'approcher Katherine avec l'idée de transformer son autobiographie récemment publiée en film; Katherine s'est conformée à la condition que sa collaboratrice, Amber Moore, co-écrive le film avec elle.

### La vérité sur la mort Phillip Chancellor III
Pendant la longue absence de Nina de Genoa City, il a été révélé que le fils de Jill, Phillip III, avait été échangé peu de temps après sa naissance par une Katherine jalouse et alcoolique. Le vrai fils de Jill a été emmené en Australie, revenant des années plus tard sous le nom de Cane Ashby. L'autre enfant, dont la véritable identité reste inconnue, a été élevé sous le nom de Phillip et a finalement épousé Nina. Après son mariage avec Lily Winters, Cane se souvient de sa conversation téléphonique deux ans plus tôt avec un homme concernant leur plan conjoint pour escroquer Jill et Katherine. L'homme avait une ressemblance frappante avec le soi-disant décédé Phillip. Il a été révélé que Phillip était en effet l'autre gentleman et qu'il est toujours très vivant; inconnu de tous sauf de Cane.
Nina choque Katherine et Jill en déclarant qu'elle fait exhumer le corps de Phillip III pour un test ADN. Elle explique que ses motivations ne sont pas seulement de savoir si le corps est bien celui de Philip III, mais d'obtenir des informations cruciales sur son fils. Nina informe Jill et Katherine qu'avant d'être déployée en Irak, son fils a eu un examen physique et a expliqué certains symptômes qu'il éprouvait. Le médecin lui a demandé s'il avait des antécédents familiaux de la maladie mortelle de Huntington. Elle explique qu'elle n'est pas porteuse de la maladie et que si son père ne l'était pas non plus, Philip IV sera en sécurité. Jill informe Nina que les résultats de l'exhumation précédente du corps de Phillip III devraient toujours être enregistrés au laboratoire. Après quelques appels téléphoniques, il a été révélé que le laboratoire n'avait aucune trace d'un tel test et que le médecin qui avait signé le rapport d'autopsie que Jill avait au dossier avait auparavant falsifié des preuves médico-légales et avait disparu. Nina revient à son plan initial de faire exhumer le corps de Phillip III. Après de nombreuses supplications de la part de Jill et Katherine, Nina accepte de ne faire faire que le test de Phillip IV plutôt que les deux tests ADN. Cependant, une fois que Katherine et Jill ont quitté la pièce, Nina rappelle le laboratoire pour commander le deuxième test ADN. Le corps de Philip III est exhumé, et Nina demande à être présente pour l'ouverture du cercueil. Lorsqu'on découvre que le cercueil de Phillip est vide et n'a en fait jamais contenu de cadavre, Nina demande à Cane de se soumettre à des tests ADN pour vérifier son statut de fils biologique de Jill. En apprenant la demande de Nina, Cane récupère un flacon de sang de Phillip à partir d'un carrousel de flacons qu'il a conservé dans un congélateur caché pour une utilisation dans les tests ADN. Ainsi, il devient évident que Phillip III, et non Cane, est le fils biologique de Jill. Nina confronte Cane l'accusant d'avoir falsifié les échantillons de sang pour le test ADN. Le sang avait été congelé à un moment donné, et le laboratoire l'a détecté. Cane admet qu'il n'est pas Phillip, mais n'a pas le temps d'expliquer pourquoi il a fait ce qu'il a fait alors que Phillip III fait son grand retour à Genoa City. Nina se tient là avec un regard horrifié sur son visage alors qu'elle voit son mari que l'on croyait décédé depuis longtemps se tenant devant elle bien vivant.

### Le retour de Phillip Chancellor III
Lorsque Phillip apparaît, Nina est choquée et Katherine s'effondre. Phillip disparaît brièvement, mais est retrouvé à l'hôpital par Murphy, qui le garde jusqu'à l'arrivée de Nina. Ils vont tous dans la chambre d'hôpital de Katherine pour avoir une sorte de réunion de famille. Nina écoute Phillip expliquer pourquoi lui et Cane ont trompé tout le monde. Quand Phillip explique qu'il ne voulait pas vivre la vie qu'il avait 20 ans plus tôt. Nina est furieuse contre Phillip pour avoir simulé sa mort, la laissant élever seule leur fils. Phillip affirme qu'il a simulé sa propre mort pour son fils, déclarant qu'il n'aurait pas été un bon père s'il était suicidaire et alcoolique. Nina, Jill et Katherine sont laissées dans un endroit très familier, dans une chambre d'hôpital, remplie de douleur, de rage et de culpabilité, exactement la même que 20 ans plus tôt lorsque Phillip "est mort".
Nina demande alors plus de réponses à Phillip, qui hésite à révéler quoi que ce soit d'autre. Il la suit lorsqu'elle sort en trombe du manoir Chancellor et lui dit de lui demander tout ce qu'elle veut. Après leur conversation, Phillip révèle qu'il a toujours voulu appeler Nina et leur fils mais ne savait pas quoi dire. Il révèle alors qu'il est gay, et qu'il l'a toujours été. Nina semble le soutenir et le convainc même de le dire à Jill et Katherine. Phillip IV est revenu de son tour de service en Irak, sous le surnom de Chance. Cela a permis à Chance de rencontrer enfin son père, mais les deux se disputent. Nina voulait que Phillip et Chance développent une relation, mais Phillip voulait que Nina laisse les choses se passer. Au fil du temps, Phillip et Chance développent une relation. Pourtant, Phillip a fini par retourner en Australie, mais revient de temps en temps.

### Retrouvaille avec Ronan
Nina a alors commencé à sortir avec Paul Williams. Lorsque Christine reviens à Genoa City pleinement consciente de la vérité sur le fait que le fils de Nina est Ronan Malloy, un agent du FBI travaillant sous couverture au département de police de Genoa City. Cependant, pour des raisons de sécurité, Christine ne peut pas le dire à Nina. Ronan et Chance sont devenus des ennemis au département car Chance pensait que Ronan était un flic corrompu. Chance a fini par être accusé de possession de drogue et a plaidé coupable afin d'infiltrer les stratagèmes de la police corrompue. Chance est ensuite libéré sous caution.
Lors de la première de la discothèque de Gloria et Jeffrey Bardwell, Paul et Christine ont partagé un baiser en souvenir de leur anniversaire de mariage. Nina le voit et s'éloigne de manière décevante. Le lendemain, quand Nina les voit tous les deux, elle pense qu'ils ont eu des relations sexuelles. Les deux s'excusent profondément auprès d'elle et lui assurent qu'ils n'ont pas eu de relations sexuelles. Cependant, Paul et Christine s'embrassent à nouveau presque au point d'avoir des relations sexuelles. Christine part brusquement avec Paul à sa poursuite. Nina voit Paul courir après Christine. Paul avoue à Nina à ce sujet. Nina est tellement en colère qu'elle gifle Paul et sort en trombe de la pièce. Paul demande plus tard le pardon de Nina et lui rappelle qu'il est toujours déterminé à retrouver son fils. Cependant, Chance est accidentellement abattu par Ronan et est déclaré mort sur les lieux au moment où Nina découvre enfin la vérité sur Ronan.
Il a été révélé que Chance a simulé sa mort et a participé au programme de protection des témoins. Seuls ses parents, Nina et Phillip, ainsi que Ronan et Christine le savaient avant que Chance ne revienne plus tard pour donner son rein à Ronan. Lorsque Chance est revenu, Katherine, Jill, ainsi que tout le monde ont découvert Chance. Il a quitté la protection des témoins avant de repartir pour poursuivre une carrière au Pentagone. 

### Retour bref
En 2012, lorsque Paul est arrêté pour la mort par balle de son fils Ricky, Nina revient pour un soutien moral. Elle reste en ville jusqu'à ce qu'il soit prouvé que Paul n'a tiré sur Ricky que parce qu'il menaçait la vie d'Eden Baldwin. Elle est prête à poursuivre une relation avec Paul jusqu'à ce qu'elle le voit avec Christine et le quitte ainsi que Genoa City.
En septembre 2013, Nina est revenu à Genoa City pour le service commémoratif de Katherine Chancellor. Elle a fait la paix avec Paul et Christine sur les conseils d'une lettre écrite par Katherine avant sa mort. Le service s'est terminé par une cérémonie de mariage impromptue entre Paul et Christine, au cours de laquelle Nina a fini par être la demoiselle d'honneur de Christine. Elle est revenue en août suivant pour la fête du souvenir de Katherine.

### Retour après des années d'absence
En décembre 2020, à l'occasion du 12 000e épisode de la série (épisodes diffusés en juin 2023 sur TF1) Nina est de retour à Genoa après 7 ans d'absence afin d'assister au mariage de son fils et de Abby Newman. Lors de son séjour elle enterre la hache de guerre avec Victoria et en profite pour revoir ses amies Lauren et Cricket.